# Ramón Mateo
Ramón Mateo (* 23. Juni 1958 in San Juan de la Maguana) ist ein Schachmeister aus der Dominikanischen Republik. Er ist der erste Großmeister seines Landes.
Mateo erlernte Schach mit 13 Jahren. Bald darauf gelangen ihm zahlreiche Erfolge auf nationaler wie internationaler Ebene. 1981 verlieh ihm die FIDE den Titel Internationaler Meister. 1988 zog sich Mateo vom Turnierschach zurück, startete aber zehn Jahre später ein erfolgreiches Comeback: Er erfüllte im November 2002 beim Cerrado Nazir Atallah in Santo Domingo, im Juli 2004 beim internationalen Open in Balaguer (Lleida) und im Juli 2005 beim 25. Villa de Benasque-Open drei Normen für den Großmeistertitel, den er von der FIDE verliehen bekam, sobald er die letzte erforderliche Qualifikation, eine Elo-Zahl über 2500, erreichte, was im April 2008 der Fall war. Im März 2008 gewann er das stark besetzte Open von Toulouse. Mateo vertrat die Dominikanische Republik zwischen 1978 und 2008 auf zehn Schacholympiaden.
Seine Elo-Zahl beträgt 2392 (Stand: Oktober 2014), seine bisher höchste war 2506 im April 2008.